# 카티아 웨스
카티아 웨스(Katya Wyeth, 1961년 7월 일 ~ )는 미국의 배우, 모델, 텔레비전 배우, 영화배우이다.
미국에서 태어났다.

## 영화
- 뱀파이어 연인 3 (1971년)
- 시계태엽 오렌지 (1971년)
- 계단 (1969년)
- 몬티 파이튼 비행 서커스 (1969년)
- 형사 클루조 (1968년)